# Mirosław Wójcik (ur. 1977)
Mirosław Wójcik (ur. 11 czerwca 1977 r. w Głubczycach) – polski muzyk niezależny, kompozytor, producent, autor tekstów, wokalista, multiinstrumentalista. Mieszka w Warszawie.

## Twórczość
Od 2008 r. pod nazwą Calling Voice Project tworzy muzykę eksperymentalną i filmową, często w oparciu o improwizację i techniki progresywne. W przeszłości, przez wiele lat grywał w zespołach wykonujących muzykę gothic metal, metalcore, hard core. Twórczość CVP jest wielowymiarowa, wymyka się tradycyjnym gatunkom. Nawiązuje do takich nurtów jak: Industrial, EBM, Nu jazz, Dark Electro, Klasyczna, Filmowa. W tekstach odnosi się do psychologii, zjawiska samotności, alienacji, motywacji, poezji, astrologii, abstrakcji i filozofii. Publikował w różnych stacjach radiowych, audycjach autorskich, w Polsce i za granicą. Zajmuje się również fotografią, sportem. Miłośnik muzyki, kolekcjoner, pasjonat sprzętu audio. Perkusista, dyplomowany pianista.

## Dyskografia
| Rok wydania | Nazwa                 | Rodzaj |
| 2010        | The Masq Of Grotesque | LP     |
| 2016        | Vestigial Element     | LP     |
| 2019        | Paradigm.A            | LP     |
| 2022        | Sensorium             | LP     |
| ----------- | --------------------- | ------ |

## Instrumentarium
NI Maschine MK3, Korg M50, Shure, Arturia, Casio Privia, Yamaha YDP, Roland TD, Sonor, Pearl